# 吐鲁番学
吐鲁番学，或吐鲁番研究，是以吐鲁番的地上、地下文物及该地区为主要研究对象的学科分支，有时与敦煌学合称敦煌吐鲁番学。吐鲁番是古代丝绸之路的重要驿站，位于中亚和中原、天山南和北的十字路口，为多文化交汇之地，且气候极为干燥，因此较好地保留了大量古城遗址、古墓及各类文物。19世纪末至20世纪初，帝俄、普鲁士德国、日本、英国探险队和考察团取得了大量吐鲁番文献和文物，中国则于1927年与瑞典组成西北科学考查团首次开展调查，1959年后开始大规模有计划的考古发掘和整理。